# Chaos (film 2006)
Chaos – polski film fabularny z 2006 roku w reżyserii i według scenariusza Xawerego Żuławskiego, będący jego pełnometrażowym debiutem.

## Obsada
- Marcin Brzozowski (Niki)
- Sławoj Jędrzejewski (Sławek)
- Grzegorz Borek „Bolec” (Blondas)
- Maria Strzelecka (Mania)
- Paweł Wilczak (Er)
- Borys Szyc (Łysy)
- Magdalena Cielecka (Hanna von Bronheim)
- Helena Sztyber
- Ireneusz Kozioł
- Robert Sikorski
- Anna Gryszkówna (Ania)
- Maciej Zabielski (Żelazny)
- Mariusz Bonaszewski (von Bronheim)
- Wojciech Kowman (Wielki)
- Barbara Sołtysik (Kalinka)
- Anna Chitro (Ewa)
- Mariola Kukuła (Basia)
- Krzysztof Stroiński (Karol)
- Michał Litwiniec (punk Johann)
- Andrzej Czułowski (punk Drago)
- Marcin Bujski (niemiecki kierowca)
- Stanisław Szudek (Hans, szef baru)
- Adam Santura (działacz z Wagenburga)
- Paweł Kluzowski (działacz z Wagenburga)
- Robert Linowski (celnik)
- Janusz Janiszewski (celnik)
- Radosław Styś (adwokat)
- Agnieszka Trętowicz (prezenterka tv)
- Zofia Święcicka (córka Marty)
- Sebastian Bierzuński (Dryblas duży)
- Grzegorz Bielecki (Dryblas mały)
- Andrzej Kowal (porwany)
- Tomasz Mandes (kolega Sławka)
- Piotr Łukaszczyk (kolega Sławka)
- Piotr Makarski (kolega Sławka)
- Dariusz Błażejewski (kolega Sławka)
- Jacek Pluta (kolega Sławka)
- Alex Kłoś (intelektualista)
- Piotr Milewski (rowerowiec)
- Marcin Adamowicz (buddysta)
- Henryk Gołębiewski (ojciec Marty)
- Katarzyna Aranowska (mała Marta)
- Iwona Pancer (Peep dziewczyna)
- Dorota Rubin (prostytutka)
- Tomasz Paczoski (fajter)
- Grzegorz Press (Francuz)
- Jarosław Adamczak (gość Era)
- Izabela Śliwińska (dziewczyna u Era)
- Iwona Szymkiewicz (dziewczyna u Era)
- Agnieszka Baran (dziewczyna u Era)
- Andrzej Dębski (Ukrainiec)
- Rafał Dzemidok (Ukrainiec)
- Robert Kowalski (Ukrainiec)
- Teresa Czarnecka-Kostecka (mama Anny)
- Wojciech Kostecki (tata Anny)
- Beata Święcicka (ciotka Anny)
- Andrzej Maroszek (prezydent w tv)
- Leszek Zielony (policjant)
- Maciej Damięcki (letnik)
- Robert Wabis (Mahakala)
- Ludwik Plater (aktor) (Budda)
- Kuba Kamiński (śmierć)
- Adam Zielony (śmierć)
- zespół Rats and Sponsors (Maria Strzelecka, Michał Wróblewski, Wiktor Siejka, Konstanty Usenko)
- Vienio & Pele
- zespół Poker Face (Kuba Panow, Mariusz Andrasik, Jacek Furmański, Rafał Kaczanowski, Rafał Ciszewski)
- zespół Robotix (Artur Mańkowski, Andrzej Chorzela, Michał Marciniak)
- zespół Pneumatycy (Maurycy Wojtkowicz, Wojciech Zembaty, Marcin Minor, Łukasz Zembaty)

## Informacje dodatkowe
- Reżyser pracował nad ukończeniem filmu ponad 5 lat.
- Po kilkakrotnych odrzuceniach scenariusza (wówczas półgodzinnego) przez rektora Wojciecha J. Hasa, Żuławski wraz z Michałem Rogalskim napisali nowy, znacznie dłuższy scenariusz, który nikomu nie przypadł do gustu. Jego przyjaciel, operator Piotr Muszyński stwierdził, że przeczytał przelane na kartki 90 minut chaosu. Wówczas Żuławski postanowił zatytułować film „Chaos”.
- Kiedy reżyser Xawery Żuławski zobaczył Bolca na premierze filmu Poniedziałek (1998), już wiedział, że kiedy będzie robił film, to on w nim na pewno zagra. I tak się stało.
- Zdjęcia kręcono w Berlinie, Warszawie oraz w okolicach Brodnicy[1].

## Nagrody
- najlepszy debiut reżyserski (31. Festiwal Polskich Filmów Fabularnych w Gdyni, 2006)[2]
- najlepsze kostiumy (31. Festiwal Polskich Filmów Fabularnych w Gdyni, 2006)[3]